# Oldenlandia geophila
Oldenlandia geophila är en måreväxtart som beskrevs av Cornelis Eliza Bertus Bremekamp. Oldenlandia geophila ingår i släktet Oldenlandia och familjen måreväxter. Inga underarter finns listade i Catalogue of Life.